# Star Trek: Podivné nové světy
Star Trek: Podivné nové světy nebo také Star Trek: Tajemné nové světy (v anglickém originále Star Trek: Strange New Worlds) je americký sci-fi televizní seriál, v pořadí jedenáctý z řady seriálů ze světa Star Treku. Podivné nové světy se zaměřují na posádku hvězdné lodi USS Enterprise pod velením kapitána Christophera Pikea a odehrává se přibližně sedm let před původním seriálem Star Trek. Zveřejňován je od 5. května 2022 na internetové platformě Paramount+. K objednání seriálu, který je prequelem původního Star Treku a zároveň spin-offem Star Treku: Discovery, došlo v květnu 2020, showrunnery se stali Akiva Goldsman a Henry Alonso Myers. Natáčení bylo zahájeno v únoru 2021. V červnu 2025 byla oznámena pátá a poslední řada seriálu.

## Příběh
Posádka hvězdné lodi USS Enterprise (NCC-1701) pod velením kapitána Christophera Pikea zkoumá nově objevené světy napříč Galaxií.

## Obsazení
- Anson Mount (český dabing: Petr Štěpán[10]) jako kapitán Christopher Pike, velící důstojník USS Enterprise
- Rebecca Romijnová (český dabing: René Slováčková[10]) jako Una „Number One“ Chin-Riley, první důstojnice
- Ethan Peck (český dabing: Marek Libert[10]) jako Spock, vědecký důstojník
- Babs Olusanmokun (český dabing: Michal Holán[10]) jako doktor M'Benga, hlavní lékař
- Christina Chongová (český dabing: Sabina Rojková[10]) jako La'an Noonien-Singh, velitelka bezpečnosti a zbraňová důstojnice
- Celia Rose Goodingová (český dabing: Týna Průchová[10]) jako kadet Nyota Uhura
- Jess Bushová jako (český dabing: Anna Brousková[10]) Christine Chapel, zdravotní sestra
- Melissa Naviaová (český dabing: Terezie Taberyová[10]) jako poručík Erica Ortegas, kormidelnice
- Bruce Horak (český dabing: Luboš Ondráček[10]) jako Hemmer, hlavní inženýr

## Vysílání
| Řada | Díly | Premiéra v USA    | Premiéra v USA   | Stanice v USA | Premiéra v ČR   | Premiéra v ČR  | Stanice v ČR  |
| Řada | Díly | První díl         | Poslední díl     | Stanice v USA | První díl       | Poslední díl   | Stanice v ČR  |
| ---- | ---- | ----------------- | ---------------- | ------------- | --------------- | -------------- | ------------- |
| 1    | 10   | 5. května 2022    | 7. července 2022 | Paramount+    | 5. dubna 2023   | 5. dubna 2023  | SkyShowtime   |
| 2    | 10   | 15. června 2023   | 10. srpna 2023   | Paramount+    | 16. června 2023 | 11. srpna 2023 | SkyShowtime   |
| 3    | 10   | 17. července 2025 | 11. září 2025    | Paramount+    | 4. srpna 2025   | 29. září 2025  | SkyShowtime   |
| 4    | 10   | 2026              | bude oznámeno    | Paramount+    | bude oznámeno   | bude oznámeno  | bude oznámeno |
| 5    | 6    | bude oznámeno     | bude oznámeno    | Paramount+    | bude oznámeno   | bude oznámeno  | bude oznámeno |